# Aichryson tortuosum
Aichryson tortuosum (Aiton) Webb & Berthel. es una especie de planta tropical con hojas suculentas de la familia de las crasuláceas.

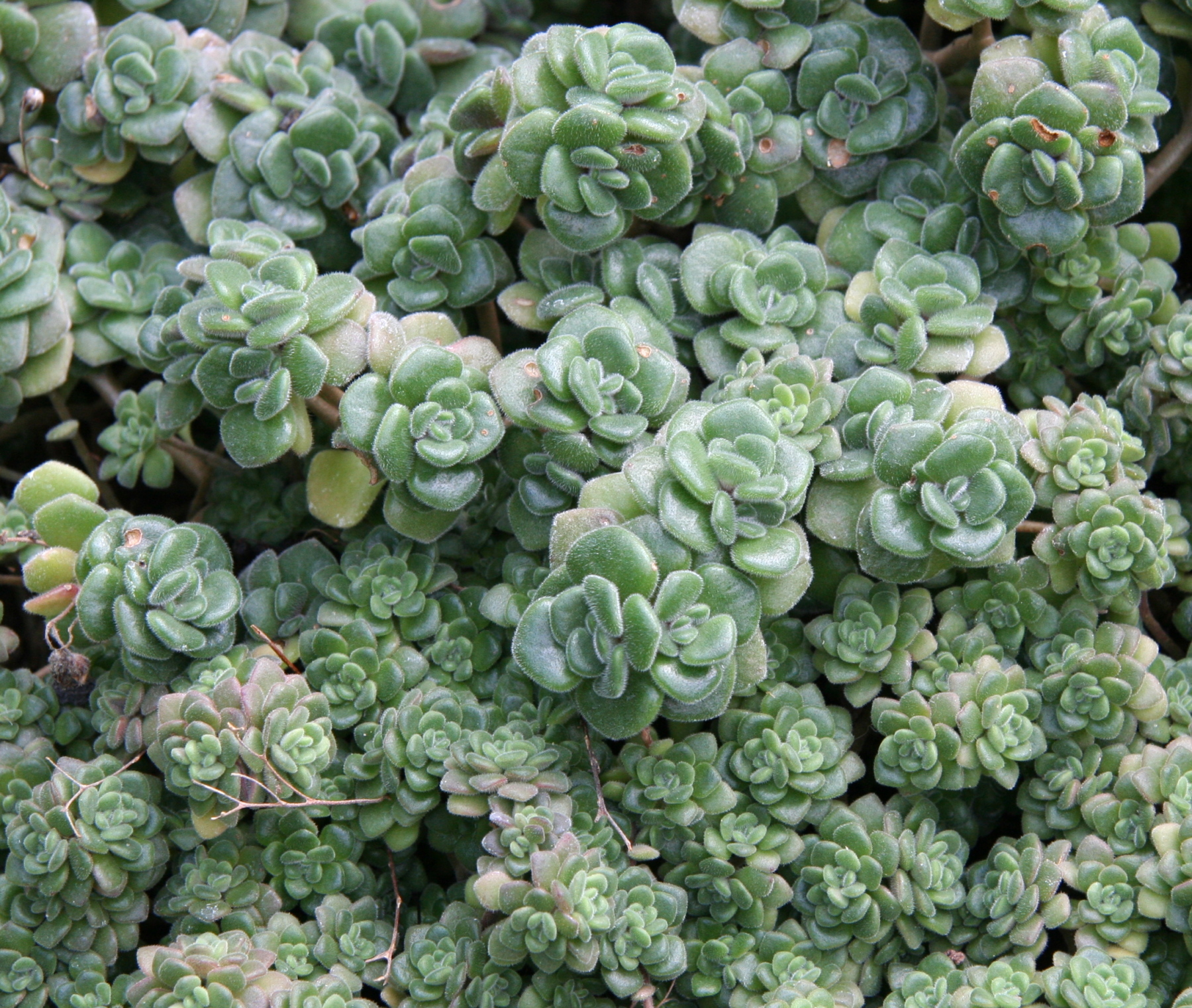
Aspecto

## Descripción
Pertenece al grupo de especies arbustivas perennes. Se trata de un pequeño arbusto, de hasta 10 cm de altura, que se diferencia por sus hojas sésiles, vellosas y viscosas.

## Distribución
Aichryson tortuosum es un endemismo de las islas orientales, citado también en la isla de Tenerife de las Islas Canarias.

## Taxonomía
Aichryson tortuosum fue descrita por (Aiton) Webb & Berthel.  y publicado en Histoire Naturelle des Îles Canaries 2(1): 184. 1840.
Etimología
Ver: Aichryson
tortuosum: epíteto latíno de tortus, que significa "tortuoso, sinuoso", haciendo referencia a la inserción de las hojas.
Sinonimia
- Aeonium tortuosum[4]
- Aichryson pulvinatum Burch.
- Aichryson pygmaeum (C.Sm. ex Link in Buch) Webb et Berth.
- Aichryson radicescens Webb et Berth.
- Macrobia tortuosa (Aiton) G.Kunkel
- Sempervivum pygmaeum C. Sm. ex Link in Buch
- Sempervivum tortuosum Aiton[5]